# バンジー高田
バンジー高田（バンジーたかだ、1975年12月20日 - ）は、日本のプロレスラー。本名：高田 慎一（たかだ しんいち）。

## 経歴
- 1997年9月、I.W.A.JAPANに入団。
- 1998年2月15日、レッスル夢ファクトリー熊谷道場大会における対茂木正淑戦でデビュー。
- 同年、テレビ東京のバラエティ番組でバンジージャンプを行った際に、ミスター雁之助にリングネームをバンジー高田に改名させられる。
- 2011年6月18日、ガッツワールドプロレスリングに入団[1]。
- 2018年4月15日、ガッツワールドが解散[2][3]。
- 2020年3月、埼玉県寄居町に本拠を置くプロレスリングMagic Boxに入団[4]。

## 得意技
パワーボム
バズソーキック
仰向けになった相手の上半身を起こして相手の左側頭部を振り抜いた右足の甲で蹴り飛ばす。
各種キック

## タイトル歴
- レッスルブレイン6人タッグ王座
- GWC認定6人タッグ王座